# Shaykh Najjar
Shaykh Najjar (tiếng Ả Rập: شيخ نجار, cũng đánh vần là Sheikh Najjar) là một thành phố công nghiệp ở miền bắc Syria, một phần hành chính của Tỉnh Aleppo, nằm cách Aleppo 10 km về phía đông bắc. Các địa phương gần đó bao gồm Kafr Saghir ở phía bắc, al-Muslimiyah ở phía tây bắc, Tell Shaghib ở phía nam và Fah ở phía đông nam. Theo Cục Thống kê Trung ương Syria (CBS), Shaykh Najjar có dân số 2.588 người trong cuộc điều tra dân số năm 2004.
Shaykh Najjar là một sự phát triển tương đối mới và là trung tâm công nghiệp Syria gần biên giới nhất với Thổ Nhĩ Kỳ. Đến năm 2010–11, đã có 1.923 công ty hoạt động trong khu công nghiệp. Khoảng 40% các công ty trong thành phố thuộc sở hữu của Thổ Nhĩ Kỳ. Ngoài sự gần gũi, các chủ doanh nghiệp Thổ Nhĩ Kỳ được hưởng lợi từ các thỏa thuận thương mại miễn thuế giữa Syria và Thổ Nhĩ Kỳ cũng như xuất khẩu miễn thuế đối với các sản phẩm Thổ Nhĩ Kỳ sản xuất tại Syria sang thế giới Ả Rập. Các nhà đầu tư mở các doanh nghiệp trong khu công nghiệp có thể được giao đất và có các tài liệu để tiến hành hoạt động trong vòng 24 giờ.
Shaykh Najjar được xem là một trong những dự án phát triển đô thị đầu tiên được xây dựng bên ngoài đường vành đai Aleppo. Theo Anna I. Del Monaco, một nhà nghiên cứu về cảnh quan đô thị của Ý, Shaykh Najjar có khả năng làm giảm "sự phổ biến của các khu công nghiệp trong vải bên trong đường vành đai" và sẽ thu hút nhiều công nhân hơn từ vùng nông thôn Aleppo.
Trong cuộc nội chiến Syria đang diễn ra bắt đầu vào năm 2011, các cuộc đụng độ giữa phiến quân đối lập và lực lượng chính phủ đã dẫn đến sự phá hủy hàng trăm doanh nghiệp ở Aleppo, bao gồm cả Shaykh Najjar. Theo báo cáo của Reuters từ ngày 4 tháng 10 năm 2012, khu công nghiệp "giờ chỉ còn hơn một thị trấn ma nơi những người bảo vệ cố gắng bảo vệ một số nhà máy có nguy cơ lớn đối với cuộc sống của họ."  Đến tháng 10 năm 2012, khoảng 20 nhà máy dược phẩm đã ngừng sản xuất, gây ra nguy cơ thiếu thuốc.